# Maggie Huculak
Maggie Huculak est une actrice canadienne. Elle est surtout connue pour avoir donné la narration de la minisérie Le Canada : Une histoire populaire.

## Filmographie
- 1984 : Jet Lag (Unfinished Business) : Lyn
- 1990 : Touche mes lèvres (Touch My Lips)
- 1991 : Eric's World (série TV) : Marion
- 1995 : Friends at Last (TV) : Woman #3
- 1995 : Dance pour moi! (Dancing in the Dark) (TV) : Larson
- 1995 : Where's the Money, Noreen? (TV) : Discharge Officer
- 1996 : For Those Who Hunt the Wounded Down (TV) : Vera
- 1996 : The Marriage Bed (TV) : Bonnie Griffith
- 1996 : Shoemaker : Leatherwoman
- 1996 : Wind at My Back (série TV) : Mrs. MacFarlane (Season 2 - 5)
- 1998 : Chair de poule (Goosebumps) (TV) : Sharon Walters
- 1998 : Happy Christmas, Miss King (TV) : Maud Maguire
- 1999 : Monet: Shadow and Light (TV) : Madame Fontaine
- 1999 : Dear America: Dreams in the Golden Country (TV) : Mama
- 1999 : Liaison mortelle (The Hunt for the Unicorn Killer) (TV) : Social Worker
- 2000 : Anne of Green Gables: The Continuing Story (TV) : Female V.A.D.
- 2000 : Desire
- 2000 : The Last Debate (TV) : Gwyn Garrison
- 2001 : Un amour infini (Jewel) (TV) : Nancy
- 2001 : Une vie pour une vie (Midwives) (TV) : Dr. Jean Gerson
- 2002 : Charms for the Easy Life (TV) : Tom's Mother
- 2004 : Prom Queen (Prom Queen: The Marc Hall Story) (TV) : Judge Shannon